# Aéroport de Bokungu
L'Aéroport de Bokungu (ICAO : FZGF) est un aéroport de République démocratique du Congo desservant la localité de Bokungu, chef-lieu de territoire de la province de Tshuapa.

## Situation en RDC
| Bandundu Basango Mboliasa Bunia Gbadolite Gemena Goma Ilebo Kalemie Kananga Kikwit Kindu Kinshasa-Ndjili Kinshasa-N'Dolo Kisangani Kolwezi Lodja Lubumbashi Matari Matadi Mbandaka Mbuji Mayi Nioki Tshikapa Tshumbe |